# 立川迅助シリーズ
立川迅助シリーズとは、演劇集団キャラメルボックスで上演されている成井豊・真柴あずき原作による時代劇シリーズ。新選組一番隊に所属する架空の隊士立川迅助を主役としている。

## 概要
シリーズ一作目である『風を継ぐ者』は1996年に初演され、渡辺多恵子はこの公演を見たのをキッカケに『風光る』を連載開始。また『風光る』のドラマCDでは真柴あずきが脚本を担当し、主要キャラクターの声をキャラメルボックス劇団員が当てた。
作品の時系列は「風を継ぐ者」→「裏切り御免！」→「駆けぬける風のように」→「降りそそぐ百万粒の雨さえも」となっている。
また立川迅助シリーズは3部作で完結とされていたが、2014年にD-BOYSによる演劇ユニットDステの10周年記念公演として、4作目「駆けぬける風のように」が上演された。
作品中に登場する新選組架空隊士の名字には東京都多摩地域（立川、小金井、三鷹、昭島）、及び山口県（美祢、小野田、宇部、秋吉）の地名が使われている。

## あらすじ

### 風を継ぐ者
1996年初演、以後2001年・2009年と上演されている。
元治元年5月。学問も剣術も何もかもダメだが、唯一走る事だけは誰にも負けない立川迅助は新選組に入隊する。そこで出会った小金井兵庫と共に、戦乱へと巻き込まれていく。
翌年7月に蛤御門の変で火事の中負傷して動けなくなった女性を、親戚がしている診療所に運ぶ迅助。だが、その女性にはある秘密があった。

### 裏切り御免!
2002年初演。
慶応2年1月。迅助が屯所に帰る途中に、負傷した男に出会う。迅助は応急処置をした上に、風邪をひいてはいけないと羽織までかけてあげた。
それからしばらく経ったある日。山崎烝に呼び出された迅助は、祇園にある薬問屋「泉洲屋」を拠点している浪士達の元に密偵として潜入する事に。山崎が入手していた坂本竜馬直筆の手紙を使って、何とか潜入に成功する。だがその数日後、その泉洲屋に坂本竜馬がやって来てしまった。焦る迅助。しかし、竜馬と顔を合わせた時に思いもよらない事に気づく。なんと、数日前に助けた男が坂本竜馬だったのだ。

### 降りそそぐ百万粒の雨さえも
2011年初演。迅助シリーズ最終章。
慶応4年1月。鳥羽・伏見の戦いで敗戦し、江戸に向かう新選組。病気が悪化した沖田総司は戦線離脱し、千駄ヶ谷にある植木屋で静養する事に。迅助は沖田の世話係となり、屯所と植木屋を往復していた。そんな迅助の前に、幼馴染の昭島捷平が現れる。捷平は迅助が唯一優れている足の速さを上回る俊足の持ち主で、迅助は一度も勝った事はなかった。
捷平は新選組に入隊し、迅助と共に京の街をかける。だが、土佐藩士の室戸から「坂本龍馬を暗殺したのは新選組だ」と言う話を聞いた事で捷平の心は揺れ、そして……

### 駆けぬける風のように
2014年初演。D-BOYSによる演劇ユニット「Dステ」の10周年記念公演。
慶応3年10月。大政奉還を成し遂げた竜馬の潜伏先を見つけた迅助は竜馬の仲間に見つかり、斬り合いになる。その戦いの最中に喀血した沖田を庇った事で迅助は背中傷を負い、屯所に帰った際に土方より切腹を命じられてしまう。沖田も切腹すると言うと、土方から10日以内に下手人を斬れば免除すると言われる。
迅助は竜馬の元に行き下手人を教えてくれる様に頼むが竜馬は拒み、逆に自分の仲間にならないかと誘ってきた。

## 登場人物
主要人物
- 立川 迅助

登場作品：「風を継ぐ者」「裏切り御免！」「降りそそぐ百万粒の雨さえも」「駆けぬける風のように」
シリーズの主人公で、新選組一番隊士。江戸出身。学問や剣術はダメだが、唯一優れている俊足で京の街をかける。五稜郭まで土方について行き、戊辰戦争終結後は野球選手となった。
- 沖田総司

登場作品：「風を継ぐ者」「降りそそぐ百万粒の雨さえも」「駆けぬける風のように」
新選組一番隊組長。迅助を助けた時に喀血し、桃山診療所や松本良順に世話になる。病状が悪化した鳥羽・伏見の戦い後は戦線離脱し、松本の知り合いの植木屋にて静養する事になる。
- 土方歳三

登場作品：「風を継ぐ者」「降りそそぐ百万粒の雨さえも」「駆けぬける風のように」
新選組副長。沖田を助ける為に背中傷を受けた迅助に切腹を言い渡す等どんな事があろうとも隊の掟を貫こうとするが、常に隊士達の事を気に掛けている。
- 三鷹銀太夫

登場作品：「風を継ぐ者」「降りそそぐ百万粒の雨さえも」「駆けぬける風のように」
新選組勘定方。土方・沖田に憧れを抱いており、同じく剣術が苦手な迅助や邪険にしてくる小金井をライバル視している。
- 小金井兵庫

登場作品：「風を継ぐ者」「駆けぬける風のように」
迅助と同期入隊の新選組一番隊士。昌平坂学問所の教授を父に持ち、常に日誌を付けている。鳥羽・伏見の戦いにて腹に弾丸を受けて療養している合間に戦いは終結し、その後新聞記者になる。
- 坂本竜馬

登場作品：「裏切り御免！」「駆けぬける風のように」
寺田屋で襲われて負傷していた所を正体を知らなかった迅助に助けてもらい、後に新選組を襲った下手人探しの密偵として浪士仲間の元に潜伏していた迅助と再会する。その後大政奉還を成し遂げ、新選組の命により自分を探していた迅助と再び再会する。
風を継ぐ者
- 桃山鳩斎

迅助の叔父。「桃山診療所」を営んでいる。若い頃に長崎でオランダ語を学んだが、これからはエゲレス語(英語)の時代だと勉強をしており、時折エゲレス語で喋る。
- つぐみ

鳩斎の娘。迅助の従姉妹。父と同じく医師をしている。
- たか子

鳩斎の妹。元は江戸に住んでいた。
- その

迅助の妹。鳩斎の家で世話になっている。
- 美袮

禁門の変で足を負傷し、迅助に助けてもらった女性。鳩斎の診療所で療養する。
- 秋吉剣作

美袮の弟。絵師をしている。美袮が負傷した事を聞き、大阪から駆け付ける。
- 小野田鉄馬/宇部鉄四朗

池田屋に居た、長州藩士。迅助・兵庫・沖田と対峙するが、沖田が倒れた隙に逃げる。
裏切り御免!
- 奥村大治郎

泉洲屋に居候する浪士。江戸出身。勤皇派の大物で、元川越藩士。
- 笠原進八

泉洲屋に居候する浪士。江戸出身。大治郎と共に、江戸から都にやってきた。
- 須田幹兵衛

泉洲屋に居候する浪士。土佐出身。船酔いが酷く、海軍練所に居た時は「ゲロ兵衛」と呼ばれていた。
- 荒井藤太

泉洲屋に居候する浪士。江戸出身。甘い物が好きで、華屋に通っている。
- 美里

進八の妹で、大治郎の元妻。江戸から大治郎を追って都へやって来た。ひょんな事から、華屋で働く事になる。
- るい/升三

祇園で団子屋「華屋」を営んでいる夫婦。山崎と繋がりがあり、迅助のサポートをする。
- もん

泉洲屋の女中。年齢は三十で、女中の中では古株。泉洲屋に居候する浪士達を仕方なく世話している。
- 梅

華屋の斜向かいにある、漢方薬を扱う薬問屋「泉洲屋」の女将。「坂本竜馬の知人に悪い人は居ない」と言う事で、奥村達を蔵に住まわせている。
- ゆきの

梅の長女。好き勝手やる奥村達を良く思っていないが、迅助の事は一目置いている。
- あやめ

梅の次女。自分に好意がある藤太をからかったりする、いたずらっ子。
- 三吉

寺田屋で襲撃を受け、竜馬と一緒に逃げた長州藩士。薩摩藩邸に助けを呼びに行く。
- 山崎烝

新選組監察方。一時的に迅助の上司になり、泉洲屋に潜入させる。時折変装して、華屋へ迅助の様子を見に来る。
降りそそぐ百万粒の雨さえも
- 昭島捷平

迅助の幼馴染で、唯一の特技である足の速さでも勝つ事が出来ない。先祖代々徳川家に仕えていたが三年前に御役御免になり浪々の身になっていたが、迅助からもらった手紙をキッカケに飛び入りで新撰組に入隊する。人一倍正義感が強い。
- 室戸策太郎

土佐藩士で元海援隊。坂本竜馬暗殺者の下手人を探している。
- 清水施六

土佐藩士で元海援隊。かつて捷平とは、江戸にある道場で共に刀を振っていた。
- 須崎弓兵衛

土佐藩士で元海援隊。新撰組を怨んでいる。
- みい

辰次郎の姪。総司の世話を押し付けられる。十二歳の時に労咳になりかけた所を良順に診てもらってい、完治した。自分は運が強いと思っており、「自分がついていればきっと元気になる」と総司に言う。
- 辰次郎/とき

植木屋の夫婦。松本良順に「子供好きで気立ての優しい人」と聞かされ安請け合いしたが、それが沖田総司と分かり、みいに世話を押し付ける。
- 沖田みつ

総司の姉。
- 昭島佐織

迅助の幼馴染で、捷平の妻。
駆けぬける風のように
- 中岡慎太郎

陸援隊隊長。血の気の多い陸援隊と竜馬の間を取り持っている。
- 宿毛嶺八

陸援隊。南国に密偵の疑いをかけられる。
- 鳥沢鍬平

陸援隊。宿毛と行動を共にしており、交戦時に宿毛を庇って小金井に少しだけだが手を切られる。
- 南国塊人

陸援隊。血の気が多く、平和的に話を進めようとする竜馬の事を良く思っていない。
- 安芸岳次郎

陸援隊。銃の扱いは陸援隊で随一。
- 大月博之進

新選組隊士。砲術師範として隊士達に銃の使い方を教えるが、剣術ばかりにこだわる隊士達の事をあまり良く思っていない。
- 松本良順

医師。沖田の隊長を気にした土方に呼ばれ、屯所を訪れる。

## キャスト

### 風を継ぐ者

#### 1996年初演版
- 立川迅助 - 今井義博
- 小金井兵庫 - 西川浩幸
- 沖田総司 - 菅野良一
- 土方歳三 - 上川隆也(東京公演)/大内厚雄(神戸・福岡公演)
- 三鷹銀太夫 - 細見大輔/大内厚雄 - ダブルキャスト
- 桃山鳩斎 - 篠田剛
- つぐみ - 岡田さつき
- たか子 - 坂口理恵
- その - 小松田昭子
- 美袮 - 津田匠子
- 秋吉剣作 - 岡田達也
- 小野田鉄馬 - 南塚康弘
- 宇部鉄四朗 - 近江谷太朗

#### 2001年再演版
- 立川迅助 - 細見大輔
- 小金井兵庫 - 岡田達也
- 沖田総司 - 菅野良一
- 土方歳三 - 大内厚雄
- 三鷹銀太夫 - 篠田剛
- 桃山鳩斎 - 西川浩幸
- つぐみ - 岡田さつき
- たか子 - 大森美紀子
- その - 温井摩耶
- 美袮 - 田嶋ミラノ→坂口理恵 - 田嶋ミラノ急病により坂口理恵が代役で出演
- 秋吉剣作 - 佐藤仁志
- 小野田鉄馬 - 畑中智行
- 宇部鉄四朗 - 首藤健祐

#### 2009年再々演版
- 立川迅助 - 左東広之
- 小金井兵庫 - 大内厚雄
- 沖田総司 - 畑中智行
- 土方歳三 - 三浦剛
- 三鷹銀太夫 - 阿部丈二
- 桃山鳩斎 - 西川浩幸
- つぐみ - 実川貴美子
- たか子 - 岡田さつき
- その - 渡邊安理
- 美袮 - 岡内美喜子
- 秋吉剣作 - 石原善暢
- 小野田鉄馬 - 小多田直樹
- 宇部鉄四朗 - 粟野史浩(文学座)

### 裏切り御免!

#### 2002年初演版
- 立川迅助 - 細見大輔
- 坂本竜馬 - 岡田達也
- 奥村大治郎 - 大内厚雄
- 笠原進八 - 菅野良一
- 須田幹兵衛 - 畑中智行
- 新井藤太 - 三浦剛
- 美里 - 温井摩耶
- るい - 岡田さつき
- 升三 - 佐藤仁志/筒井俊作
- もん - 坂口理恵
- 梅 - 大森美紀子
- ゆきの - 前田綾
- あやの - 岡内美喜子/実川貴美子
- 三吉 - 筒井俊作/佐藤仁志
- 山崎烝 - 西川浩幸

### 降り注ぐ百万粒の雨さえも

#### 2011年初演版
- 立川迅助 - 左東広之
- 沖田総司 - 畑中智行
- 土方歳三 - 三浦剛
- 三鷹銀太夫 - 阿部丈二
- 昭島捷平 - 大内厚雄
- 室戸策太郎/辰次郎 - 岡田達也
- 清水施六/熊吉 - 筒井俊作
- 須崎弓兵衛/虎三 - 小多田直樹
- みい - 実川貴美子
- とき - 岡内美喜子
- 沖田みつ - 坂口理恵
- 昭島佐織 - 温井摩耶

### 駆けぬける風のように
2014年初演。詳しくは「駆けぬける風のように」を参照。
- 立川迅助 - 和田正人
- 沖田総司 - 陳内将
- 土方歳三 - 遠藤雄弥
- 小金井兵庫 - 加治将樹
- 三鷹銀太夫 - 堀井新太
- 中岡慎太郎 - 山田悠介
- 宿毛嶺八 - 土屋シオン
- 鳥沢鍬平 - 前山剛久
- 坂本龍馬 - 岡田達也
- 南国塊人 - 三浦剛
- 安芸岳次郎/松本良順 - 筒井俊作
- 大月博之進 - 鍛治本大樹

## 参考
1. ↑  渡辺多恵子『風光る』小学館、2006年第25刷版、87頁より引用
2. ↑  “立川迅助「風を継ぐ者」シリーズの歴史”.   ワタナベエンターテイメント. 2014年11月3日閲覧。
3. ↑  “Dステ15th『駆けぬける風のように』”.   演劇集団キャラメルボックス. 2014年6月10日閲覧。